# Porte de Macédoine
La porte de Macédoine (en macédonien Порта Македонија, Porta Makedonija) est un arc de triomphe construit en 2011 à Skopje, capitale de la Macédoine du Nord, pour commémorer les vingt ans de l'indépendance du pays.
C'est un élément du projet d'urbanisme Skopje 2014, qui vise la construction de nombreux autres monuments dans le centre de la ville, qui avait été défiguré par un tremblement de terre en 1963.

## Histoire
Le monument porte le même nom qu'un autre arc de triomphe de Skopje, aujourd'hui disparu. Celui-ci se trouvait près de l'ancienne gare et avait été construit au début du XXe siècle pour honorer la visite d'un Sultan.
L'arc de triomphe a été inauguré par le Premier ministre Nikola Gruevski le 6 janvier 2012, mais les travaux intérieurs n'avaient pas encore été achevés. Le monument comprend notamment un magasin de souvenirs et sa terrasse au sommet doit accueillir un café. Il possède aussi une galerie intérieure qui doit être louée pour des mariages.

## Situation
L'arc se trouve sur la place de Pella, elle-même située sur la rue du 11 octobre, qui relie la place de Macédoine, la plus grande de la ville, au palais de l'Assemblée. Il fait 21 m de haut, soit un mètre de moins que la statue du guerrier à cheval installée la même année sur la place de Macédoine, et qui est elle aussi un élément de Skopje 2014. L'arc et la statue ont d'ailleurs été dessinés par la même artiste, Valentina Stevanovska.

## Description du monument
Les faces extérieures comptent plusieurs bas-reliefs illustrant des héros historiques comme Philippe II de Macédoine, Justinien Ier, Samuel Ier de Bulgarie, Marko Mrnjavčević et Petar Karpoch, des événements comme l'insurrection d'Ilinden, la première session de l'ASNOM, l'exode des Macédoniens slaves de Grèce en 1948 et la proclamation de l'indépendance. Certains reliefs représentent aussi des objets trouvés lors de fouilles archéologiques comme une statuette préhistorique et une cratère antique ainsi que des éléments du folklore macédonien.

## Réactions diverses
La construction a été lourdement critiquée par le gouvernement grec ainsi que par l'opposition. La Grèce dénonce les représentations de figures de la Macédoine antique tandis que l'opposition s'insurge contre l'inutilité et surtout le coût de l'arc de triomphe (plus de 4 millions d'euros).

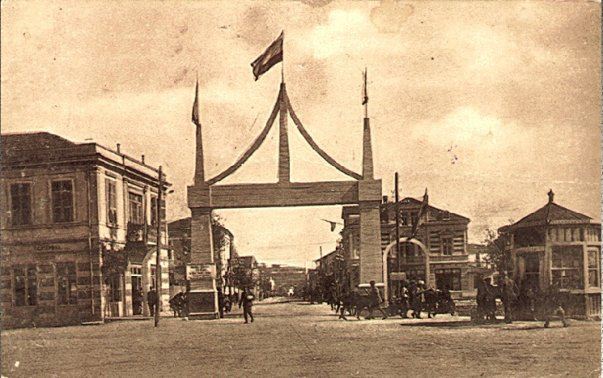
L'ancienne porte de Macédoine.
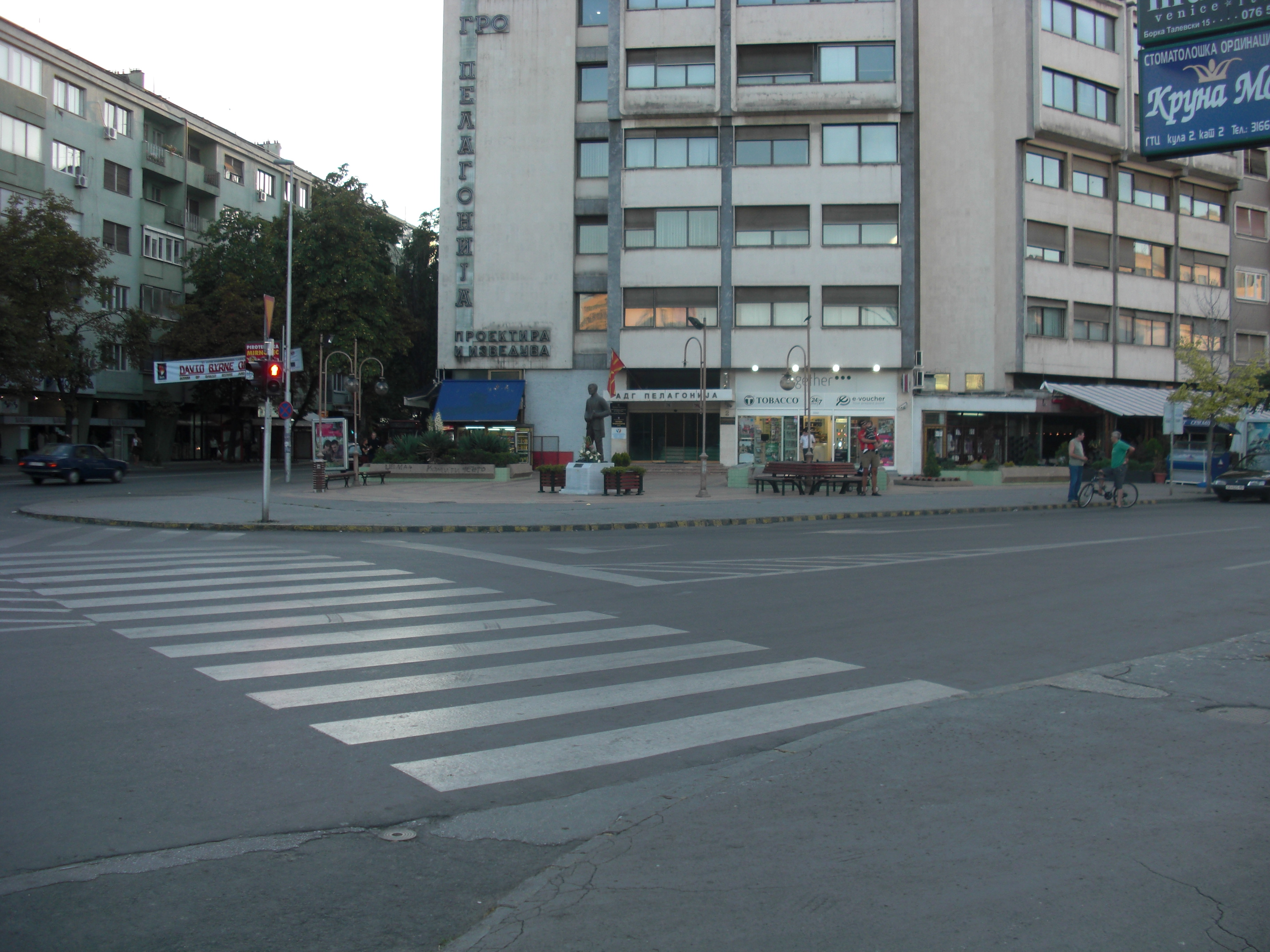
La place de Pella avant la construction de l'arc.
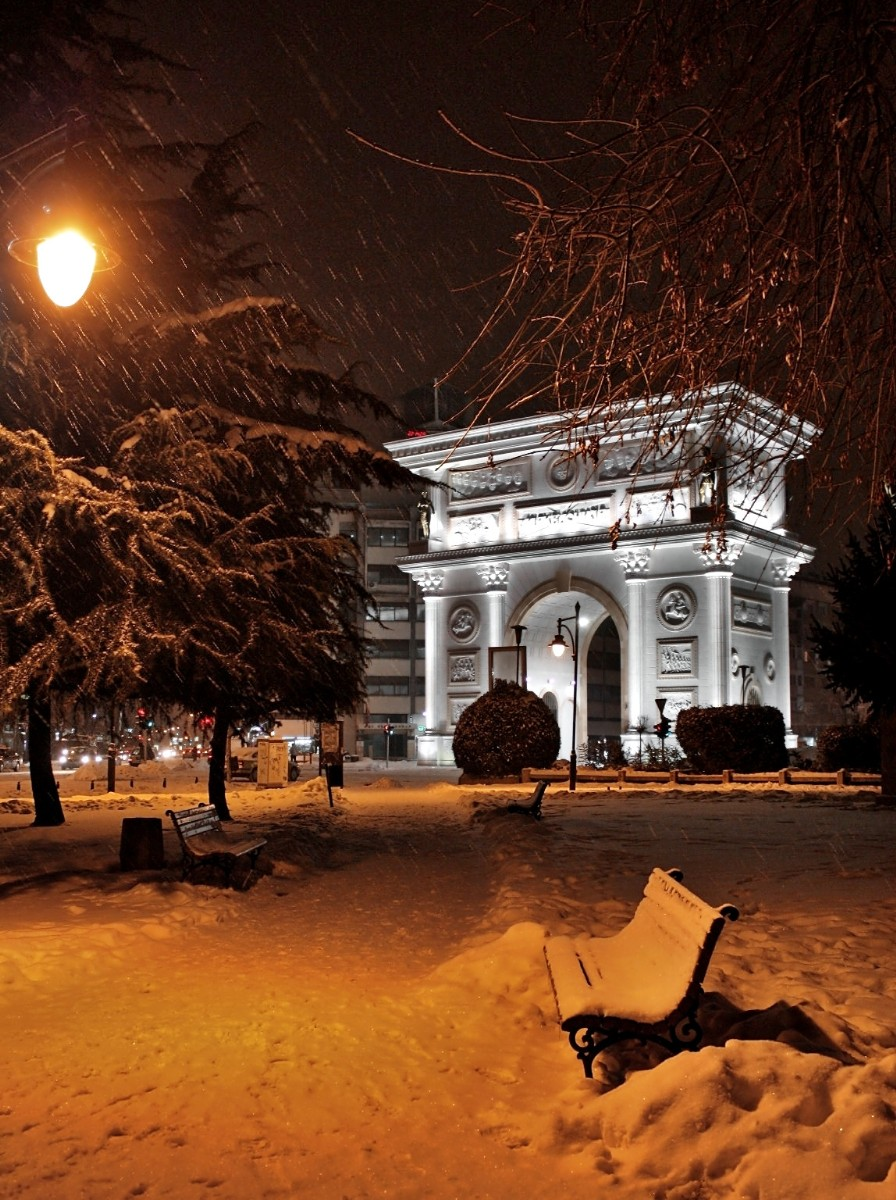
La porte sous la neige.
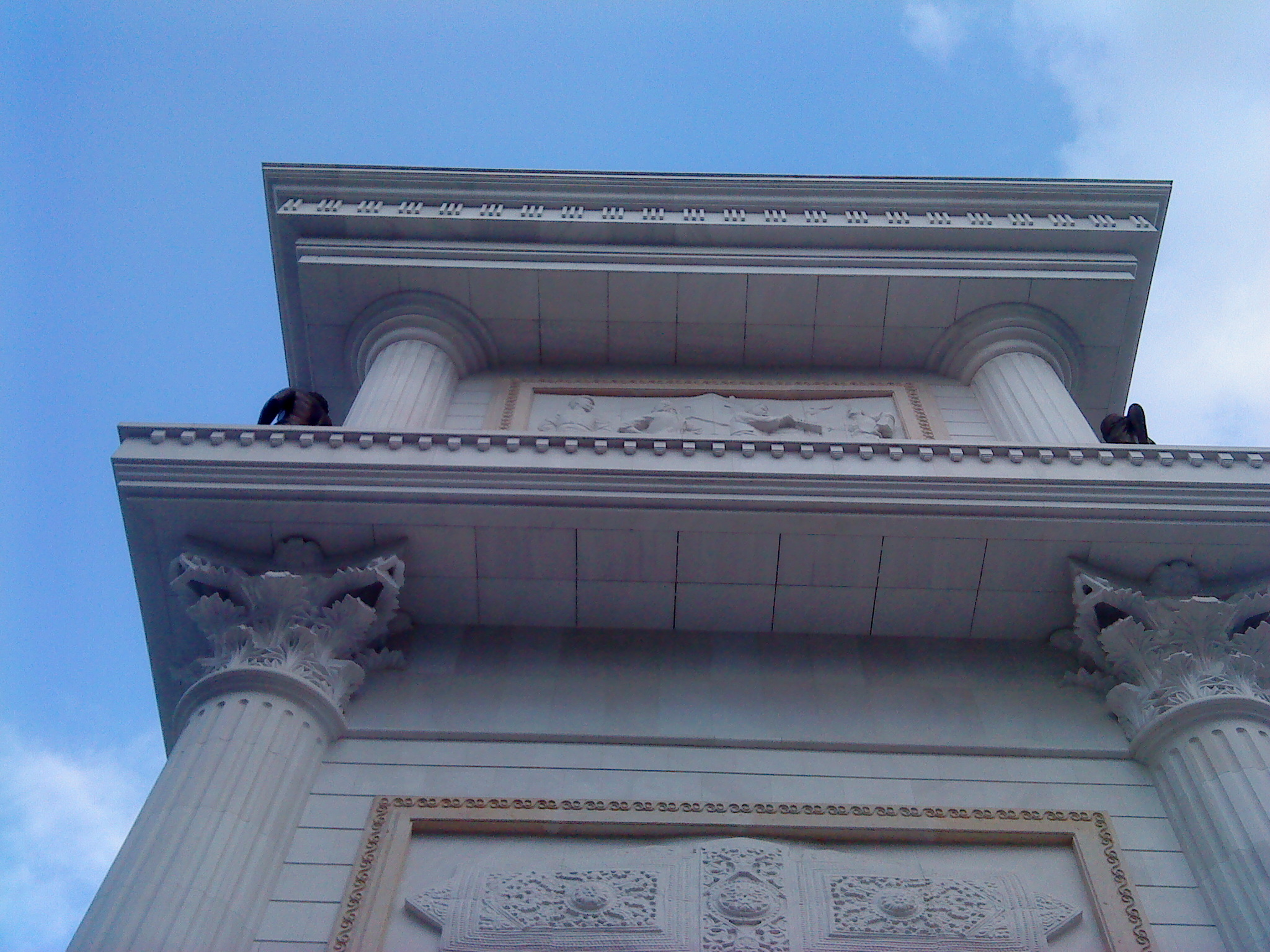
Détail des décors.